# Кокентауський сільський округ
Кокента́уський сільський округ (каз. Көкентау ауылдық округі, рос. Кокентауский сельский округ) — адміністративна одиниця у складі Жанасемейського району Абайської області Казахстану. Адміністративний центр — село Кокентау.
Населення — 1647 осіб (2021; 2236 у 2009, 2585 у 1999, 4050 у 1989).
Станом на 1989 рік існували Знаменська сільська рада (села Знаменка, Красна Юрта, Свободне, Щербаковка) та Жазицька сільська рада (Жазик, Сарапан, Чинжі) колишнього Жанасемейського району. 2017 року до складу округу увійшла територія ліквідованого Жазицького сільського округу (село Жазик). Тоді ж було ліквідовано села Кокен, Синтас. До 2019 року сільський округ називався Знаменським.

## Склад
До складу округу входять такі населені пункти:
| Населений пункт   | Старі назви | Населення, осіб (1989) | Населення, осіб (1999) | Населення, осіб (2009) | Населення, осіб (2021) |
| ----------------- | ----------- | ---------------------- | ---------------------- | ---------------------- | ---------------------- |
| Жазик, село       | -           | 688                    | 543                    | 360                    | 154                    |
| --Жакан, село     | -           | -                      | -                      | 6                      | 1                      |
| --Кизилтан, село  | -           | -                      | -                      | 5                      | 1                      |
| Кокентау, село    | Знаменка    | 2049                   | 1677                   | 1513                   | 1373                   |
| --ділянка Аубакир | -           | -                      | -                      | 5                      | 1                      |
| Киземшек, село    | Щербаковка  | 472                    | 288                    | 250                    | 117                    |
| Кокен, село       | Красна Юрта | 199                    | 36                     | 57                     | -                      |
| Сарапан, село     | -           | 204                    | -                      | -                      | -                      |
| Синтас, село      | Свободне    | 182                    | 41                     | 40                     | -                      |
| Чинжі, село       | -           | 256                    | -                      | -                      | -                      |